# Chorwacka Partia Socjalliberalna
Chorwacka Partia Socjalliberalna (chorw. Hrvatska socijalno liberalna stranka, HSLS) – chorwacka partia polityczna o profilu centrowym i socjalliberalnym, działająca od 1989. Ugrupowanie należy do Partii Porozumienia Liberałów i Demokratów na rzecz Europy.

## Historia
Ugrupowanie powołano 20 maja 1989 pod nazwą Chorwacki Związek Socjalliberalny (Hrvatski socijalno liberalni savez). W trakcie wyborów w 1990 partia współtworzyła tzw. koalicję zgody ludowej, w latach 90. pozostawała w opozycji. W 1998 grupa skupiona wokół Vlada Gotovaca dokonała rozłamu, tworząc Partię Liberalną – osiem lat później doszło do ponownego połączenia tych formacji.
Do wyborów w 2000 HSLS przystąpiła w koalicji wyborczej m.in. z Socjaldemokratyczną Partią Chorwacji, wprowadzając do krajowego parlamentu 25 swoich przedstawicieli. Partia przystąpiła do nowego rządu, który utworzył socjaldemokrata Ivica Račan, jednak w 2002 przeszła do opozycji. W tym samym roku sprzeciwiająca się tej decyzji grupa działaczy powołała nowe stronnictwo – Partię Liberalnych-Demokratów (LIBRA). HSLS stopniowo traciła na znaczeniu, w następnych parlamentach zachowując jedynie nieliczną reprezentację. W 2003 startowała w koalicji z Centrum Demokratycznym, a w 2007 z Chorwacką Partią Chłopską.
W 2009 kierownictwo w HSLS przejął Darinko Kosor. Pod jego kierownictwem w 2011 partia otrzymała 3,0% głosów i znalazła się poza parlamentem. Po kilku latach ugrupowanie dołączyło do Koalicji Patriotycznej skupionej wokół Chorwackiej Wspólnoty Demokratycznej. Z jej listy w wyborach w 2015 dwóch przedstawicieli socjalliberałów weszło do Zgromadzenia Chorwackiego VIII kadencji. Współpracę z HDZ partia kontynuowała również w kolejnych wyborach w 2016, 2020 i 2024.

## Wyniki wyborcze

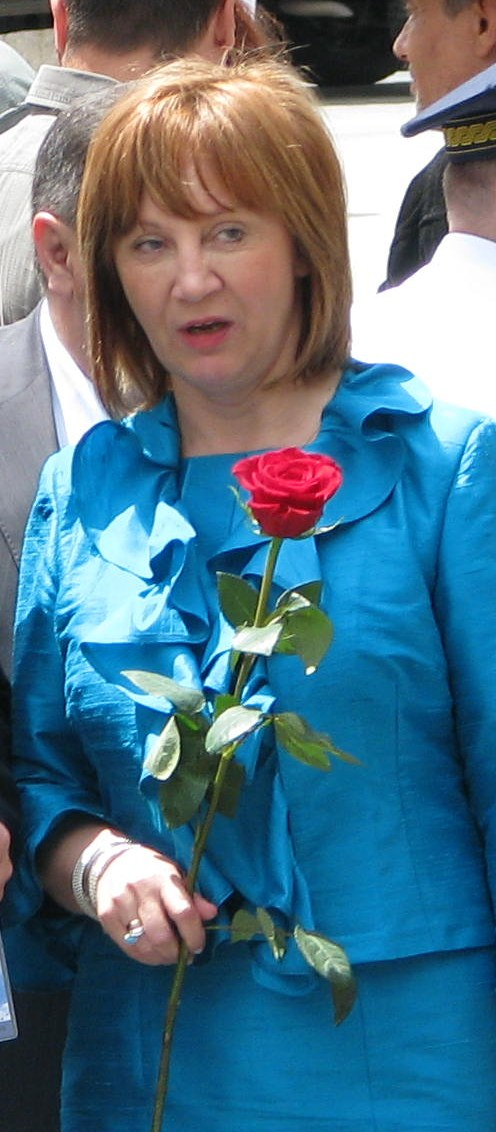
Đurđa Adlešič – przewodnicząca partii w latach 2006–2009

Wyniki do Zgromadzenia Chorwackiego:
- 1992: 17,7% głosów i 14 mandatów
- 1995: 11,6% głosów i 12 mandatów
- 2000: 40,8% głosów i 71 mandatów (koalicja, 25 mandatów dla HSLS)
- 2003: 4,1% głosów i 3 mandaty (koalicja, 2 mandaty dla HSLS)
- 2007: 6,4% głosów i 2 mandaty (koalicja, 2 mandaty dla HSLS)
- 2011: 3,0% głosów i 0 mandatów
- 2015: 33,4% głosów i 59 mandatów (koalicja, 2 mandaty dla HSLS)
- 2016: 36,6% głosów i 61 mandatów (koalicja, 1 mandat dla HSLS)
- 2020: 37,3% głosów i 66 mandatów (koalicja, 2 mandaty dla HSLS)[8][9]
- 2024: 34,4% głosów i 61 mandatów (koalicja, 2 mandaty dla HSLS)[10]

## Przewodniczący
- 1989–1990: Slavko Goldstein
- 1990–1996: Dražen Budiša
- 1996–1997: Vlado Gotovac
- 1997–2001: Dražen Budiša
- 2001–2002: Jozo Radoš (p.o.)
- 2002–2004: Dražen Budiša
- 2004–2006: Ivan Čehok
- 2006–2009: Đurđa Adlešič[2]
- 2009–2020: Darinko Kosor
- od 2019: Dario Hrebak[11]